# Benzinov
Benzinov (někdy též Benzínov) je základní sídelní jednotka obce Bechlín, patřící do okresu Litoměřice v Ústeckém kraji.

## Historie a popis
Vznikla 1. prosince 1970. Lokalita byla do roku 2015 zásobována pitnou vodou ze zdroje u osady Předonín a voda následně procházela čištěním v úpravně v Bechlíně. Protože již ale svým výkonem bechlínský vodohospodářský provoz nedostačoval vzrůstajícím nárokům na odběr a kvalitu vody, došlo k jeho odstavení a do Benzinova teče voda z rozvodné sítě města Štětí, které leží na protilehlém břehu Labe a vodovodní potrubí tak musí vést pod dnem řeky. Severozápadně od obce je vedena silnice III/24049, z níž na křižovatce severně od Bechlína odbočuje jednak spojovací komunikace do sídla a vedle toho též komunikace ke skladům benzinu provozovaným společností ČEPRO, u něhož se nachází také čerpací stanice pohonných hmot této společnosti.